# Niewysłany list
Niewysłany list (ros. Неотправленное письмо, Nieotprawlennoje piśmo) – radziecki film dramatyczny z 1959 roku w reżyserii Michaiła Kałatozowa.

## Obsada
- Tatjana Samojłowa jako Tania
- Innokientij Smoktunowski jako Sabinin
- Galina Kożakina jako Wiera
- Wasilij Liwanow jako Andriej
- Jewgienij Urbanski jako Siergiej